# Maximteatern

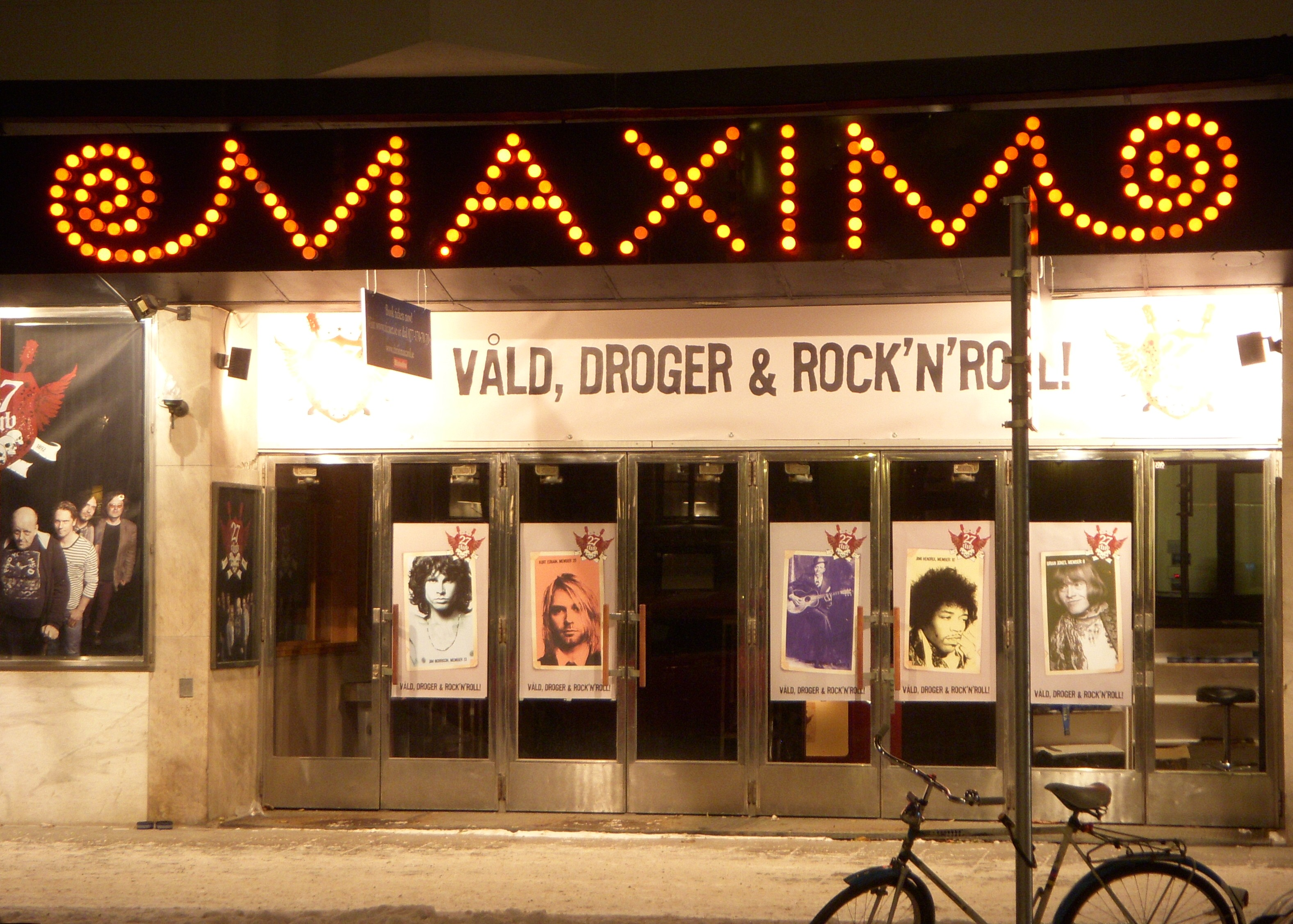
Maximteatern, december 2010.

Maximteatern är en privatteater belägen på Styrmansgatan vid Karlaplan i Stockholm. I lokalen fanns även biografen Maxim som öppnade i oktober 1966 och upphörde i juni 1971.

## Historik

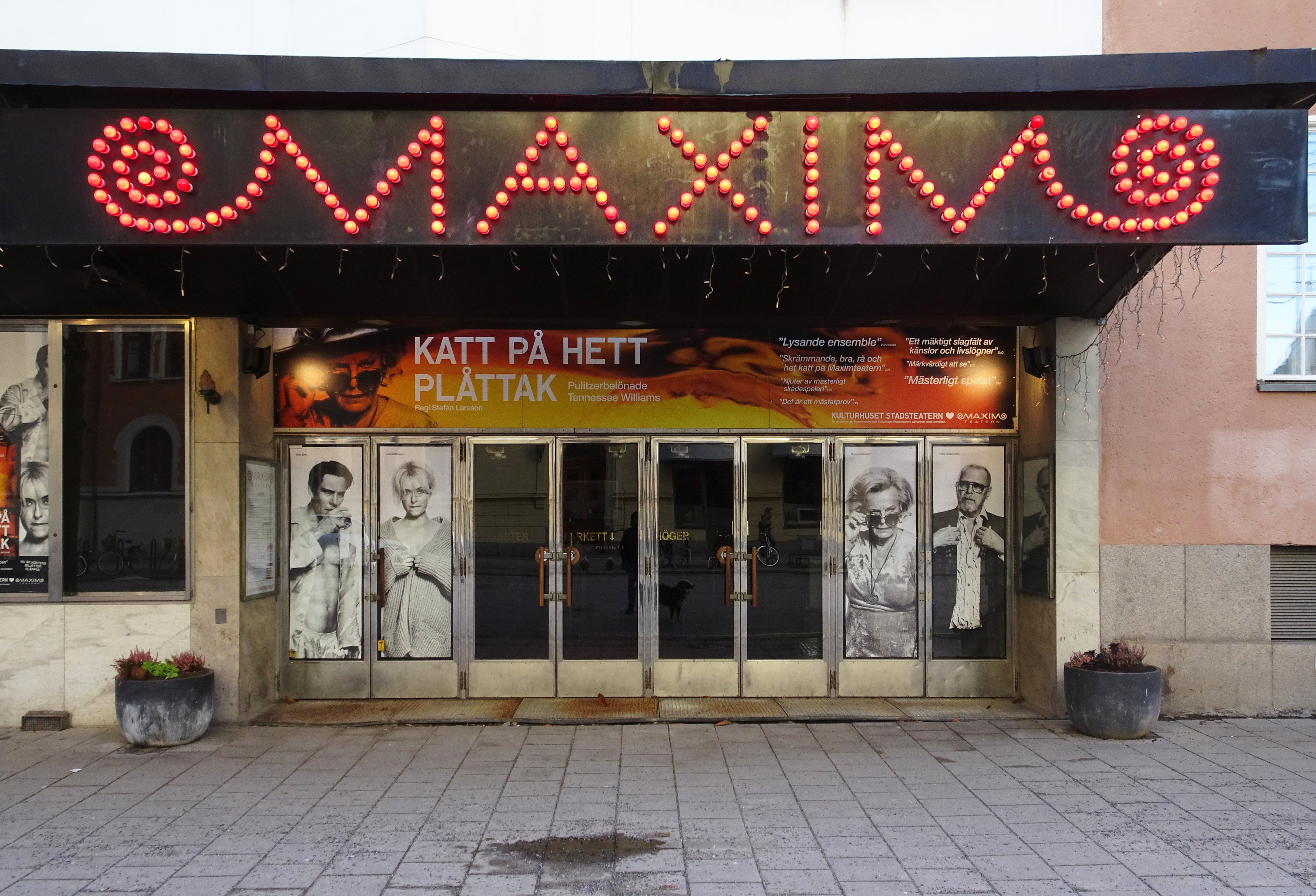
Maximteatern, januari 2021.

Huset byggdes 1945-1946 efter ritningar av arkitekt Ernst Grönvall. Byggmästare var Nils Nessen. Från början användes byggnaden som studio för Radiotjänst (numera Sveriges Radio). Det kallades "Karlaplansstudion" och härifrån sändes bland andra underhållningsprogram som Karusellen, Lille Fridolf och Frukostklubben. Först 1967 byggdes studion om till teater och biograf.
Teatern drevs från 1966 av Sandrews. Från 1971 upphörde biografverksamheten och sedan dess har lokalen enbart använts som teater. Under 1970-talet var Maximteatern spelplats för bland annat Carl Zetterströms revyer och gästspel av Nils Poppe. 
År 1978 tog företaget Limabrall över teatern, bakom Limabrall fanns Lill Lindfors, Magnus Härenstam, Brasse Brännström och Aller Johansson. Under denna tid spelades flera succéer såsom Spök, Omaka par, Skål och Arsenik och gamla spetsar.
Åren 2011–2022 drevs teatern av producenten Agneta Villman, som tidigare drivit Vasateatern. Från maj 2012 delade hon ägandet och chefskapet med skådespelaren Mikael Persbrandt. Då fastighetsägaren Green Group 2022 aviserade kraftiga hyreshöjningar såg de sig tvingade att lämna teatern samma år för att fortsätta verksamheten på andra scener, medan frikyrkan Hillsong kontrakterades för att överta lokalerna för sin kyrkoverksamhet. Detta stoppades dock då de i fastighetens boende befarade alltför höga ljudvolymer från deras verksamhet, som bygger mycket på högljudda musikandakter.
Nyöppning 2024
Hösten 2024 slår Maximteatern upp portarna igen efter en lång period av renovering där i princip hela Maximteatern har byggts om och moderniserats. Bakom nysatsningen står bland andra näringslivsprofilen Shori Zand, skådespelaren Lia Boysen och musikern och kompositören Markus Jägerstedt. Vd är kulturproducenten Ellen Tejle, en eldsjäl som står bakom bland annat Bio Rio m.m.

## Uppsättningar (ej komplett)
| År   | Produktion                                                                                   | Upphovsmän | Regi                    | Noter |
| ---- | -------------------------------------------------------------------------------------------- | --- | ----------------------- | --- |
| 1969 | Snark Son of Oblomov                                                                         | Spike Milligan Översättning: Beppe Wolgers                                                                            | Thor Zackrisson         | Premiär 14 februari 1969 Carl-Gustaf Lindstedt, Lars Ekborg, Lissi Alandh, Lena Brundin, Gunnar Lindkvist, Åke Lindström, Leif Sandberg, Margareta Sjödin, Bert-Åke Varg, Per Bremer Scenografi: Yngve Gamlin, Kostym: Gertie Lindgren |
| 1969 | Cabaret                                                                                      | John Kander, Fred Ebb och Joe Masteroff Översättning Agneta Ginsburg och Bengt-Erik Ginsburg                          | Lars Amble              | Premiär 26 september 1969 Jan Blomberg, Monica Nielsen, Lars Lind, Barbro Larsson, Ingvar Kjellson, Åke Lindström, Berit Gustafsson Koreografi Walter Nicks, Scenografi Peter Berggren |
| 1970 | Vi är alla lika Kvällssol, Shadow of the evening Pojke på delfin, Come into the garden, Maud | Noël Coward Översättning Per-Axel Branner                                                                             | Per-Axel Branner        | Premiär 22 oktober 1970 Inga Tidblad, Gunn Wållgren, Jarl Kulle, Dick Olsson Scenografi Yngve Gamlin, Kostym Alvar Granström |
| 1970 | Pigge Lunk                                                                                   | Gösta Knutsson | Agneta Ginsburg         | Premiär 29 december 1970 Agneta Ginsburg, Mats Jakobsson, Nicke Lundblad, Birgitta Segerstedt, Annty Landherr Scenografi Chris Collins Flyttad från Scalateatern 9 föreställningar |
| 1971 | Lika för lika Measure for measure                                                            | William Shakespeare                                                                                                   | Andrei Șerban           | Premiär 24 februari 1971 Scenografi Andrei Șerban Gästspel från Lilla Teatern, Helsingfors |
| 1971 | Gröna hissen Fair and Warmer                                                                 | Avery Hopwood Översättning och bearbetning Björn Barlach och Isa Quensel                                              | Isa Quensel             | Premiär 10 september 1971 Sven Lindberg, Anna Sundqvist, Gunwer Bergkvist, Meg Westergren, Fredrik Ohlsson, Nils Eklund, Christine Gyhagen, Gunnar Lindkvist Scenografi Jan Tschivtschis, Kostym Gertie Lindgren |
| 1972 | Sånt folk!, revy                                                                             | Carl Zetterström | Lars Amble              | Premiär 8 september 1972 Birgitta Andersson, Anna Sundqvist, Carl-Gustaf Lindstedt, Stig Grybe, Olof Lundström, Margaret Kempe, Annelie Alexandersson, Birgitta Bölja, Norma Ahlqvist, Eva Jansson, Yvonne Lombard (1973) Koreografi: Herman Howell, Scenografi: Yngve Gamlin, Kostym: Marik Vos                                                                    |
| 1974 | Stackars Frankrike Norman, Is That You?                                                      | Ron Clark och Sam Bobrick Översättning Kerstin Bernadotte                                                             | Yngve Nordwall          | Premiär 9 februari 1974 Holger Löwenadler, Catrin Westerlund, Erik Hammar, Hans Klinga, Anne Nord Scenografi Yngve Gamlin |
| 1979 | Sugar                                                                                        | Peter Stone (manus), Jule Styne (musik), Bob Merrill (sångtexter), Anders Berglund (musik)                            | Lars Amble              | Premiär 1979 Lill Lindfors, Magnus Härenstam, Brasse Brännström, Mona Andersson, Nils Eklund/Stig Grybe, Börje Mellvig, Kerstin Bagge, Bibi Carlo, Eva Jansson, Monica Sunnerberg, Stephan Ahlquist, Conrado Britos, Fred Kitto, Ove Mollvik, Julian Wysozanskyn |
| 1983 | Arsenik och gamla spetsar Arsenic and Old Lace                                               | Joseph Kesselring | Lars Amble              | Premiär 29 september 1983 Birgitta Andersson, Sif Ruud, Magnus Härenstam, Gösta Prüzelius, Stig Grybe, Beatrice Järås, Per Olof Eriksson, Gunnar Lindkvist, Sten Ardenstam, Sture Hovstadius, Gösta Söderberg, Sture Ström, Dan Nerenius Scenografi Bengt Peters, Kostym Inger Pehrsson                                                                             |
| 1985 | Skål                                                                                         | Lars Amble, Magnus Härenstam, Lill Lindfors, Brasse Brännström och Anders Berglund                                    | Lars Amble              | Thomas Hellberg, Martin Ljung, Siw Malmkvist, Beatrice Järås, Örjan Ramberg/Stig Engström och Sharon Dyall |
| 1987 | Omaka par The Odd Couple                                                                     | Neil Simon Översättning Magnus Härenstam och Brasse Brännström                                                        | Lars Amble              | Premiär 25 september 1987 Birgitta Andersson, Lena Nyman, Anna Sundqvist, Nina Gunke, Mona Seilitz, Anki Lidén, Thomas Hellberg, Stig Engström Scenografi Bengt Peters, Kostym Inger Pehrsson |
| 1989 | Happy End Situation Comedy                                                                   | Brian Cooke och Johnnie Mortimer Översättning Sven Melander, bearbetning Lars Amble och Brasse Brännström             | Lars Amble              | Premiär 2 oktober 1989 Lena Nyman, Anna Sundqvist, Mona Seilitz, Thomas Hellberg, Lars Lind, Fredrik Ohlsson Scenografi Bengt Peters, Kostym Inger Pehrsson |
| 1990 | Skvaller Gossip                                                                              | Neil Simon | Lars Amble              | |
| 1992 | Trassel Out of Order                                                                         | Ray Cooney Översättning och bearbetning Brasse Brännström och Lars Amble                                              | Lars Amble              | Premiär 24 september 1992 Brasse Brännström, Björn Gustafson, Thomas Hellberg, Anna Sundqvist, Peter Dalle, Helena Kallenbäck, Mathias Henrikson, Pontus Gustafsson, Angela Kovács, Git Erixon Scenografi och kostym Bengt Peters |
| 1994 | I nöd och lust The Cemetery Club                                                             | Ivan Menchell | Lars Amble              | Premiär 23 september 1994 Lena Nyman, Mona Malm, Yvonne Lombard, Brasse Brännström, Anki Lidén Scenografi Bengt Peters |
| 1996 | Lill & Svensson                                                                              | Lill Lindfors, Lennart R. Svensson m.fl.                                                                              | Lars Amble              | Premiär 31 januari 1996 Lill Lindfors, Lennart R. Svensson Koreografi Peter Björk, Kapellmästare Lennart Simonsson, Scenografi Bengt Peters, Kostym Inger Pehrsson |
| 1996 | Rakt ner i fickan Cash on Delivery                                                           | Michael Cooney | Lars Amble              | Premiär 3 oktober 1996 Björn Gustafson, Brasse Brännström, Claes Månsson, Grynet Molvig, Sissela Kyle (1996-1997), Anita Wall (1997-1998), Mats Bergman, Mathias Henrikson, Olof Lundström Orloff, Lena-Pia Bernhardsson, Git Brännström |
| 1998 | Kämpa på A Lady of Letters Sova bland säckar Bed Among the Lentils                           | Alan Bennett Översättning och bearbetning Lars Amble och Brasse Brännström                                            | Lars Amble              | Premiär 18 januari 1998 Gunnel Lindblom, Lena Nyman Scenografi Bengt Peters, Kostym Inger Pehrsson, Ljus Palle Palmé |
| 1998 | Pengarna eller livet Funny Money                                                             | Ray Cooney Översättning och bearbetning Lars Amble och Brasse Brännström                                              | Lars Amble              | Premiär 22 september 1998 Björn Gustafson, Brasse Brännström, Sissela Kyle, Nina Gunke, Michael Segerström, Mathias Henrikson, Bengt Järnblad, Thabo Motsieloa Scenografi Bengt Peters, Kostym Inger Pehrsson |
| 1999 | Nils Karlsson Pyssling                                                                       | Astrid Lindgren | Staffan Götestam        | Ola Forssmed, Pernilla Wahlgren, Ola Rundcrantz Koreografi Jan Åström , Scenografi Bengt Peters, Kostym Lars-Åke Wilhelmsson Flyttad till Folkan |
| 2000 | Strålande tider! Härliga tider!, revy                                                        | | Lars Amble              | |
| 2002 | Lille Ronny                                                                                  | Hans Alfredson | Hans Alfredson          | Premiär 5 oktober 2002 Vanna Rosenberg, Mikael Samuelson, Sara Lindh, Siw Malmkvist, "Jumbo" Epstein Scenografi Hans Alfredson |
| 2007 | Avenue Q                                                                                     | Robert Lopez, Jeff Marx och Jeff Whitty Översättning Staffan Götestam och Ulricha Johnson                             | Jan Åström Roger Lybeck | Premiär 19 februari 2007 Cecilia Wrangel, Jakob Stadell, Fredrik Lycke, Maria Kim, Andreas Österberg, Anders Öjebo, Anna Ståhl |
| 2011 | Riktiga män Certified Male                                                                   | Scott Rankin och Glynn Nicholas Översättning Bengt Ohlsson och Henrik Dorsin                                          | Emma Bucht              | Premiär 16 januari 2011 Tommy Körberg, Johan Rheborg, Johan Ulveson, Erik Johansson Mimregi Dag Andersson, Scenografi Zofi Nilsson, Kostym Maria Felldin och Jenny Linhart, Ljus Ellen Ruge |
| 2012 | Riktiga män Certified Male                                                                   | Scott Rankin och Glynn Nicholas Översättning Bengt Ohlsson och Henrik Dorsin                                          | Emma Bucht              | Premiär 16 januari 2011 Tommy Körberg, Johan Rheborg, Johan Ulveson, Erik Johansson Mimregi Dag Andersson, Scenografi Zofi Nilsson, Kostym Maria Felldin och Jenny Linhart, Ljus Ellen Ruge |
| 2013 | Älska mig                                                                                    | Alex Schulman & Sigge Eklund                                                                                          | Sigge Eklund            | Premiär 7 mars 2013 Alex Schulman Scenografi Alex Schulman & Sigge Eklund |
| 2014 | Dödsdansen                                                                                   | August Strindberg | Stefan Larsson          | Premiär 22 oktober 2014 Mikael Persbrandt, Lena Endre, Thomas Hanzon Kostym Kajsa Larsson, mask och perukdesign Helena Fälldin, scenografi Stefan Larsson, ljusdesign Jens Sethzman |
| 2015 | Trollkarlen från Oz                                                                          | Robert Dröse och Martin Land                                                                                          | Robert Dröse            | Premiär 2 januari 2015 Pernilla Wahlgren, Ola Forssmed, Kim Sulocki, Andreas Nilsson, Stina Eriksson, Tomas Åhnstrand, Anna-Lill Karlberg, Emma Rickfjord, Bill Sundberg, Simeon Lindgren |
| 2015 | Dödsdansen                                                                                   | August Strindberg | Stefan Larsson          | Nypremiär 29 februari 2015 Mikael Persbrandt, Lena Endre, Thomas Hanzon Kostym Kajsa Larsson, mask & perukdesign Helena Fälldin, scenografi Stefan Larsson, ljusdesign Jens Sethzman |
| 2015 | A Christmas Carol                                                                            | Charles Dickens |                         | Premiär 4 december 2015 |
| 2015 | BOX - en afton med förbryllande manipulationer och rent rakarspel                            | Henrik Fexeus & Morgan Alling                                                                                         | Morgan Alling           | Premiär 24 september 2015 Henrik Fexeus Musik Henrik Fexeus, ljusdesign Mikael Kratt, scenografi Helena Uggla, animering Olof Forsgren |
| 2015 | Morgan Alling Show - En föreställning om kärlek                                              | Morgan Alling | Morgan Alling           | Premiär 7 oktober 2015 Morgan Alling Scenografi Petter Eriksson, ljus & ljusdesign Michael Carlsson |
| 2016 | The Wiz                                                                                      | Charlie Smalls, Timothy Graphenreed, Harold Wheeler, George Faison, Luther Vandross, Zachary Walzer, William F. Brown | Malin Hasselquist       | Premiär 15 januari 2016 Gästspel från Viktor Rydbergs Gymnasium |
| 2016 | Morgan Alling Show - En föreställning om kärlek                                              | Morgan Alling | Morgan Alling           | Nypremiär 28 januari 2016 Morgan Alling Scenografi Petter Eriksson, ljud & ljusdesign Michael Carlsson |
| 2016 | Dödsdansen                                                                                   | August Strindberg | Stefan Larsson          | Premiär 6 april 2016 Mikael Persbrandt, Lena Endre, Thomas Hanzon Kostym Kajsa Larsson |
| 2016 | Den ofrivilliga divan                                                                        | Petra Mede, Per Wickström & Samuel Åhman                                                                              | Anders Lenhoff          | Premiär 6 september 2016 Petra Mede Koreografi Anna Vnuk, musik Jan Lundkvist, ljusdesign Olle Magnusson, mask & kostym Shadi Gharib |
| 2016 | Macbeth                                                                                      | William Shakespeare Dramaturg Marc Matthiesen                                                                         | Stefan Larsson          | Premiär 19 oktober 2016 Mikael Persbrandt, Marie Richardson, Ellen Jelinek, Johannes Bah Kuhnke, Charlotta Jonsson Scenografi Rufus Didwiszus, ljusdesign Torben Lendorph, kostymdesign Ann Bonander Looft, mask & perukdesign Nathalie Pujol |
| 2017 | Scener ur ett äktenskap                                                                      | Ingmar Bergman | Stefan Larsson          | Premiär 3 mars 2017 Livia Millhagen, Jonas Karlsson, Gustav Roth Kostym & scenografi Stefan Larsson, mask & perukdesign Nathalie Pujol, ljusdesign Jens Sethzman |
| 2017 | Egenmäktigt förfarande                                                                       | Lena Andersson | Eva Dahlman             | Premiär 16 september 2017 Krister Henriksson, Jessica Liedberg, Malin Cederbladh, Ann Westin Scenografi och kostym Lehna Edwall Velander Flyttad från Scalateatern |
| 2018 | Författarna på Maxim -en kväll med kriminellt innehåll                                       | Anders de la Motte, Denise Rudberg, Martin Österdahl, Mari Jungstedt, Per Schlingman                                  | Denise Rudberg          | Premiär 21 mars 2018 Anders de la Motte, Denise Rudberg, Martin Österdahl, Mari Jungstedt, Per Schlingman |
| 2018 | Den inbillade sjuke Le Malade imaginaire                                                     | Molière Översättning Sven Åke Heed                                                                                    | Stefan Larsson          | Premiär 19 oktober 2018 Mikael Persbrandt, Petra Mede, Alexandra Zetterberg Ehn, Per Grytt, Ellen Jelinek, Johan Wahlström Scenografi & ljusdesign Jens Sethzman, kostymdesign Nina Sandström, mask & perukdesign Nathalie Pujol, koreografi Per-Magnus Andersson, instudering sång Kristin Stenerhag, musikbakgrund David Nyström                                  |
| 2019 | Den inbillade sjuke Le Malade imaginaire                                                     | Molière Översättning Sven Åke Heed                                                                                    | Stefan Larsson          | Nypremiär 24 januari 2019 Mikael Persbrandt, Petra Mede, Alexandra Zetterberg Ehn, Per Grytt, Ellen Jelinek, Johan Wahlström Scenografi & ljusdesign Jens Sethzman, kostymdesign Nina Sandström, mask & perukdesign Nathalie Pujol, koreografi Per-Magnus Andersson, instudering sång Kristin Stenerhag, musikbakgrund David Nyström                                |
| 2019 | Shirley Clamp - Nästan 20 år på scen om man avrundar uppåt                                   | Shirley Clamp & William Spetz                                                                                         | William Spetz           | Premiär 7 november 2019 Shirley Clamp tillsammans med 5-mannaband, kapellmästare Joakim Niehoff, trummor Fredric Österlund, gitarr Jan Carlsson, Bas Mathias Garnås, kör Petra Garnås Kostymdesign Margareta Julle, ljusdesign Jimmy Ström, ljuddesign Johannes Fagerström, scenografi William Spetz                                                                |
| 2020 | Katt på hett plåttak Cat on a Hot Tin Roof                                                   | Tennessee Williams Översättning Sven Barthel                                                                          | Stefan Larsson          | Premiär 14 februari 2020 Marie Göranzon, Peter Anderson, Livia Milhagen, Erik Ehn, Cilla Thorell, Andreas Kundler, Bashkim Neziraj, Jan Malmsjö Scenografi Sven Haraldsson, kostymdesign Ann Bonander Looft, mask & perukdesign Susanne von Platen, ljusdesign Torben Lendorph En produktion av Maximteatern och Kulturhuset Stadsteatern i samarbete med Dramaten. |
| 2022 | Så enkel är kärleken                                                                         | Lars Norén | Eva Dahlman             | Premiär 4 november 2022 Ingela Olsson, Mikael Persbrandt, Livia Millhagen, Stefan Larsson Scenografi och kostym Karin Betz |